# André Georgi
André Georgi (* 1965 in Kopenhagen, Dänemark) ist ein Schriftsteller und Drehbuchautor.

## Leben
Georgi wuchs in Berlin auf und studierte Philosophie und Germanistik. Er schrieb Drehbücher für mehrere Folgen der Krimireihen Bella Block, Marie Brand und Tatort, für die Serie Letzte Spur Berlin, für den Kinofilm Löwenzahn – Das Kinoabenteuer und die Siegfried-Lenz-Verfilmung Die Flut ist pünktlich. 2015 wurde er gemeinsam mit Ferdinand von Schirach für die Folge Volksfest der Krimireihe Schuld nach Ferdinand von Schirach mit dem Bayerischen Fernsehpreis ausgezeichnet.
2014 veröffentlichte Georgi seinen ersten Roman Tribunal, in dem es um den Kommandanten einer serbischen Elitetruppe geht, der wegen im Bosnienkrieg begangener Kriegsverbrechen vor dem Internationalen Strafgerichtshof für das ehemalige Jugoslawien in Den Haag angeklagt wird. Mit einer Geschichte über Caspar David Friedrichs Bild Der Mönch am Meer gewann Georgi 2017 das Literaturstipendium als Sylter Inselschreiber.

## Filmografie
- 2005: Bella Block: … denn sie wissen nicht, was sie tun
- 2008: Tatort: Der glückliche Tod
- 2010: Tatort: Absturz
- 2011: Löwenzahn – Das Kinoabenteuer
- 2011: Marie Brand und die Dame im Spiel
- 2011: Marie Brand und der Moment des Todes
- 2012–2014: Letzte Spur Berlin (Serie, 6 Folgen)
- 2012: Tatort: Fette Hunde
- 2013: Marie Brand und die offene Rechnung
- 2013: Tatort: Die Wahrheit stirbt zuerst
- 2013: Verbrechen nach Ferdinand von Schirach (Folge: Fähner)
- 2014: Die Flut ist pünktlich
- 2015: Schuld nach Ferdinand von Schirach (Folge: Volksfest)
- 2016: Hattinger und der Nebel
- 2016: Unter anderen Umständen: Das Versprechen
- 2016: Schweigeminute
- 2017: Der 7. Tag
- 2017: Unter anderen Umständen: Liebesrausch
- 2018: Unter anderen Umständen: Das Geheimnis der Schwestern
- 2018: Der Mordanschlag (Zweiteiler)
- 2018: Marie Brand und der schwarze Tag
- 2018: Der Kommissar und das Meer: Lichterfest
- 2019: Totengebet
- 2019: Unter anderen Umständen: Im finsteren Tal
- 2019: Der Kommissar und das Meer: Nachtgespenster
- 2020: Unter anderen Umständen: Über den Tod hinaus

## Bibliografie
- Tribunal. Suhrkamp, Berlin 2014, ISBN 978-3-518-46515-8.
- Die letzte Terroristin. Suhrkamp, Berlin 2018, ISBN 978-3-518-46780-0.
- Trump. Ein Roman. Wehrhahn, Hannover 2022, ISBN 978-3-86525-969-1.
- Die große Kette des Seins. Wehrhahn, Hannover 2024, ISBN 978-3-98859-042-8.